# Кримска кампания
Кримската кампания от 18 октомври 1941 до 4 юли 1942 година е военна кампания в Крим на Източния фронт на Втората световна война.
Тя започва с пробив на германските и румънските войски през съветската отбранителна линия на Перекопския провлак, след което те бързо овладяват почти целия Крим, обсаждайки Севастопол. В края на годината Съветският съюз провежда успешен десант при Керч, но в последвалите няколкомесечни боеве претърпява огромни загуби и е принуден да отстъпи. На 4 юли 1942 година силите на Тристранния пакт превземат Севастопол.